# Areał osobniczy
Areał osobniczy – w ekologii zwierząt obszar patrolowany przez danego osobnika w związku z codziennym zdobywaniem pokarmu, kryjówką, czy też rozrodem. Obejmuje obszar uznawany przez danego osobnika za własny, w którym znajdują się wszystkie potrzebne mu do życia elementy, broniony przed innymi osobnikami (terytorium, rewir) oraz obszar wspólny. U osobników z silnie rozwiniętym terytorializmem areał osobniczy może się pokrywać z terytorium. U zwierząt stadnych obserwuje się odwrotny proces – własne terytorium zmniejsza się na rzecz obszaru wspólnego. Grupa (stado) traktuje wówczas wspólny teren jako terytorium bronione przed osobnikami spoza grupy.
Areał osobniczy jest częścią areału całkowitego, czyli obszaru, na którym osobnik przebywał w czasie swojego życia. U gatunków spędzających całe życie na jednym obszarze areał osobniczy pokrywa się z całkowitym.
Powyższą definicję areału osobniczego wprowadził w 1943 William Henry Burt dla odróżnienia od terytorium. Wcześniej te terminy były synonimizowane.